# Zápas na Letních olympijských hrách 1972 – muži, volný styl do 52 kg
Zápas ve volném stylu ve váhové kategorii do 52 kg na Letních olympijských hrách 1972 v Mnichově probíhal od 27. do 31. srpna. O medaile se utkalo 24 zápasníků.

## Turnajové výsledky
Byl použit systém eliminace zápornými body. Zápasník, který nasbíral 6 negativních bodů, byl vyřazen z dalších bojů. Když zůstali v turnaji poslední tři, rozhodlo o jejich konečném pořadí speciální finálové kolo. 
Legenda
- DNA — Nenastoupil
- TPP — Celkem trestných bodů
- MPP — Trestných bodů v zápase

Penalizace
- 0 — Lopatkové vítězství, vítězství pro pasivitu, zranění, nebo diskvalifikaci protivníka
- 0.5 — Vítězství pro technickou převahu
- 1 — Vítězství na body
- 2 — Remíza
- 2.5 — Remíza, pasivita
- 3 — Prohra na body
- 3.5 — Prohra pro technickou převahu soupeře
- 4 — Lopatková prohra, prohra z důvodu pasivity, zranění, nebo diskvalifikace

### Kolo 1
| TPP | MPP |                         | Time |                           | MPP | TPP |
| --- | --- | ----------------------- | ---- | ------------------------- | --- | --- |
| 2   | 2   | Baju Baev (BUL)         |      | Vincenzo Grassi (ITA)     | 2   | 2   |
| 0.5 | 0.5 | Dorjzovdyn Ganbat (MGL) |      | Miguel Alonso (CUB)       | 3.5 | 3.5 |
| 3   | 3   | Mohammad Arref (AFG)    |      | Arsen Alachverdijev (URS) | 1   | 1   |
| 0   | 0   | Kijomi Kato (JPN)       | 5:57 | Mohammad Ghorbani (IRI)   | 4   | 4   |
| 4   | 4   | Wanelge Castillo (PAN)  | 8:57 | Andrzej Kudelski (POL)    | 0   | 0   |
| 0   | 0   | Gordon Bertie (CAN)     | 2:14 | Javier León (PER)         | 4   | 4   |
| 4   | 4   | James Carr (USA)        | 4:57 | Kim Young-Jun (KOR)       | 0   | 0   |
| 1   | 1   | Sudesh Kumar (IND)      |      | Ali Rıza Alan (TUR)       | 3   | 3   |
| 4   | 4   | Willi Bock (GDR)        | 1:56 | Henrik Gál (HUN)          | 0   | 0   |
| 3   | 3   | Mario Sabatini (FRG)    |      | Florentino Martínez (MEX) | 1   | 1   |
| 3   | 3   | Kim Gwong-Hyong (PRK)   |      | Petru Ciarnău (ROU)       | 1   | 1   |
| 3.5 | 3.5 | Pedro Piñeda (GUA)      |      | John Kinsella (AUS)       | 0.5 | 0.5 |

### Kolo 2
| TPP | MPP |                           | Time |                         | MPP | TPP |
| --- | --- | ------------------------- | ---- | ----------------------- | --- | --- |
| 6   | 4   | Baju Baev (BUL)           | 8:35 | Dorjzovdyn Ganbat (MGL) | 4   | 4.5 |
| 3   | 1   | Vincenzo Grassi (ITA)     |      | Miguel Alonso (CUB)     | 3   | 6.5 |
| 7   | 4   | Mohammad Arref (AFG)      | 2:01 | Kijomi Kato (JPN)       | 0   | 0   |
| 1.5 | 0.5 | Arsen Alachverdijev (URS) |      | Wanelge Castillo (PAN)  | 3.5 | 7.5 |
| 3   | 3   | Andrzej Kudelski (POL)    |      | Gordon Bertie (CAN)     | 1   | 1   |
| 8   | 4   | Javier León (PER)         | 5:56 | James Carr (USA)        | 0   | 4   |
| 4   | 4   | Kim Young-Jun (KOR)       | 4:01 | Sudesh Kumar (IND)      | 0   | 1   |
| 3   | 0   | Ali Rıza Alan (TUR)       | 1:54 | Willi Bock (GDR)        | 4   | 8   |
| 0   | 0   | Henrik Gál (HUN)          | 7:41 | Mario Sabatini (FRG)    | 4   | 7   |
| 5   | 4   | Florentino Martínez (MEX) | 7:47 | Kim Gwong-Hyong (PRK)   | 0   | 3   |
| 1   | 0   | Petru Ciarnău (ROU)       | 4:16 | Pedro Piñeda (GUA)      | 4   | 7.5 |
| 0.5 |     | John Kinsella (AUS)       |      | Bye                     |     |     |
| 4   |     | Mohammad Ghorbani (IRI)   |      | DNA                     |     |     |

### Kolo 3
| TPP | MPP |                         | Time |                           | MPP | TPP |
| --- | --- | ----------------------- | ---- | ------------------------- | --- | --- |
| 3.5 | 3   | John Kinsella (AUS)     |      | Vincenzo Grassi (ITA)     | 1   | 4   |
| 7.5 | 3   | Dorjzovdyn Ganbat (MGL) |      | Arsen Alachverdijev (URS) | 1   | 2.5 |
| 0   | 0   | Kijomi Kato (JPN)       | 2:55 | Andrzej Kudelski (POL)    | 4   | 7   |
| 1   | 0   | Gordon Bertie (CAN)     | 3:35 | James Carr (USA)          | 4   | 8   |
| 7   | 3   | Kim Young-Jun (KOR)     |      | Ali Rıza Alan (TUR)       | 1   | 4   |
| 1   | 0   | Sudesh Kumar (IND)      | 7:07 | Florentino Martínez (MEX) | 4   | 9   |
| 3   | 3   | Henrik Gál (HUN)        |      | Kim Gwong-Hyong (PRK)     | 1   | 4   |
| 1   |     | Petru Ciarnău (ROU)     |      | Bye                       |     |     |

### Kolo 4
| TPP | MPP |                       | Time |                           | MPP | TPP |
| --- | --- | --------------------- | ---- | ------------------------- | --- | --- |
| 1.5 | 0.5 | Petru Ciarnău (ROU)   |      | John Kinsella (AUS)       | 3.5 | 7   |
| 8   | 4   | Vincenzo Grassi (ITA) | 7:43 | Arsen Alachverdijev (URS) | 0   | 2.5 |
| 0.5 | 0.5 | Kijomi Kato (JPN)     |      | Gordon Bertie (CAN)       | 3.5 | 4.5 |
| 1   | 0   | Sudesh Kumar (IND)    | 3:17 | Henrik Gál (HUN)          | 4   | 7   |
| 7.5 | 3.5 | Ali Rıza Alan (TUR)   |      | Kim Gwong-Hyong (PRK)     | 0.5 | 4.5 |

### Kolo 5
| TPP | MPP |                     | Time |                           | MPP | TPP |
| --- | --- | ------------------- | ---- | ------------------------- | --- | --- |
| 3.5 | 2   | Petru Ciarnău (ROU) |      | Arsen Alachverdijev (URS) | 2   | 4.5 |
| 1.5 | 1   | Kijomi Kato (JPN)   |      | Sudesh Kumar (IND)        | 3   | 4   |
| 7.5 | 3   | Gordon Bertie (CAN) |      | Kim Gwong-Hyong (PRK)     | 1   | 5.5 |

### Kolo 6
| TPP | MPP |                           | Time |                    | MPP | TPP |
| --- | --- | ------------------------- | ---- | ------------------ | --- | --- |
| 7.5 | 4   | Petru Ciarnău (ROU)       | 1:35 | Kijomi Kato (JPN)  | 0   | 1.5 |
| 5.5 | 1   | Arsen Alachverdijev (URS) |      | Sudesh Kumar (IND) | 3   | 7   |
| 5.5 |     | Kim Gwong-Hyong (PRK)     |      | Bye                |     |     |

### Finále
Výsledky z předchozích kol se započítávají do finále (žlutě zvýrazněno).
| TPP | MPP |                           | Time |                           | MPP | TPP |
| --- | --- | ------------------------- | ---- | ------------------------- | --- | --- |
|     | 2   | Kim Gwong-Hyong (PRK)     |      | Arsen Alachverdijev (URS) | 2   |     |
|     | 1   | Kijomi Kato (JPN)         |      | Kim Gwong-Hyong (PRK)     | 3   | 5   |
| 5   | 3   | Arsen Alachverdijev (URS) |      | Kijomi Kato (JPN)         | 1   | 2   |

## Finálové pořadí
1. Kijomi Kato (JPN)
2. Arsen Alachverdijev (URS)
3. Kim Gwong-Hyong (PRK)
4. Sudesh Kumar (IND)
5. Petru Ciarnău (ROU)
6. Gordon Bertie (CAN)